# ADN-T

Estructura del plasmidi Ti amb l'ADN-T.

L'ADN-T és una seqüència d'ADN inclosa dins del plasmidi Ti d'Agrobacterium tumefaciens. Es tracta de la regió d'ADN que s'incorpora a l'ADN nuclear durant la infecció d'aquest bacteri. Conté els gens que codifiquen fitohormones (citocinines i auxines), que causen el tumor (agalla) a la planta, i els necessaris per a la síntesi d'opines.
Per a la transformació vegetal es pot substituir aquesta seqüència pel gen que es vol inserir en la planta.